# GENERATIONS (GENERATIONS專輯)
《GENERATIONS》（放浪新世代）是GENERATIONS的第1張原創專輯。於2013年11月13日發行。唱片公司為rhythm zone。

## 概要
- 收錄第1張單曲《BRAVE IT OUT》至第4張單曲《HOT SHOT》4首A面曲、6首B面曲，以及特別收錄「EXILE TRIBE」名義發行的單曲《BURNING UP》及其B面曲《Go On》和新曲等，一共16首曲目。
- 新曲《Fallin'》為GENERATIONS第1首翻唱歌曲，原唱者為EXILE
- 本作分「初回限定盤A（CD+Blue-ray）」、「初回限定盤B（CD+DVD）」和「CD盤」3種版本
- 「初回限定盤」收錄了《BRAVE IT OUT》、《ANIMAL》、《HOT SHOT》、《Go On》等6首歌曲的Music Video，以及影像《GENERATIONS from EXILE TRIBE Document Movie》
- 在11月25日於公信榜專輯週排行榜取得第1位，成為GENERATIONS出道以來首張公信榜每周銷量排名第一的專輯。

## 收錄內容

### CD
1. BRAVE IT OUT
（作詞：TomoMi、作曲：Jaakko Salovaara・Michelle Leonard・Drew Ryan Scott）
1st單曲、日本電視台電視劇《Sugarless》的主題曲
2. ANIMAL
（作詞：SUNNY BOY、作曲：Erik Lidbom・Jon Hallgren、編曲：Erik Lidbom）
2nd單曲、朝日電視台節目《お願い!ランキング》2013年1月度片尾曲
3. Go On
（作詞：岡田マリア、作曲：ZETTON・FAST LANE・CHRIS HOPE・J FAITH）
以「EXILE TRIBE」名義發行的2nd單曲《BURNING UP》的B面曲
4. to the STAGE
（作詞：mk*、作曲：Erik Lidbom・Jeff Miyahara）
5. 如今、化作風兒（今、風になって）
（作詞：Yu Shimoji、作曲：原一博）
2nd單曲、《ANIMAL》的B面曲
6. LET ME FLY
（作詞：P.O.S.、作曲：BACHLOGIC・SHIKATA・ERIK LIDBOM）
1st單曲、《BRAVE IT OUT》的B面曲
7. My Eyes On You
（作詞：SHIROSE、作曲：BACHLOGIC・Mats Lie Skare・SHIROSE）
3rd單曲、《Love You More》的B面曲
8. ECHO
（作詞：SHIKATA、作曲：MATS LIE SKARE・SHIKATA）
1st單曲、近鉄Pass'e「Pass'e大感謝祭」的電視廣告歌曲
《BRAVE IT OUT》的B面曲
9. 單戀（片想い）
（作詞：EXILE ATSUSHI、作曲：江上浩太郎、編曲：Pochi）
1st單曲、《BRAVE IT OUT》的B面曲
10. Into You
（作詞：岡田マリア、作曲：SKY BEATZ・FAST LANE・Chris Hope・J Faith）
4th單曲、Samantha Thavasa《Samantha Vega×Kawaii×Art》的電視廣告歌曲
《HOT SHOT》的B面曲
11. Love You More
（作詞：岡田マリア、作曲：SKY BEATZ・SHIKATA・Chris Hope・J Faith）
3rd單曲、Samantha Thavasa《Samantha Vega×Kawaii×Art》的電視廣告歌曲
12. Fallin'
（作詞：岡田マリア、作曲：ZETTON・FAST LANE・CHRIS HOPE・J FAITH）
13. BELIEVE IN YOURSELF
（作詞：SOU、作曲：KASUMI・SOU、編曲：KASUMI・SOU・春川仁志）
14. HOT SHOT
（作詞：SUNNY BOY、作曲：Ricky Hanley・Kevin Charge・Hide Nakamura）
4th單曲、朝日電視台節目《お願い!ランキング》2013年10月度片尾曲
15. 總有一天在放晴的天空下（いつか晴れ渡る空の下で）
（作詞・作曲：Safari Natsukawa・春川仁志、編曲：春川仁志）
16. BURNING UP -GENERATIONS Version-
（作詞：bag o'pound、作曲：SMIDI・SIRIUS、編曲：SMIDI）
追加收錄、以「EXILE TRIBE」名義發行的2nd單曲

### DVD
1. BRAVE IT OUT （Music Clip）
2. 單戀 （Music Clip）
3. ANIMAL （Music Clip）
4. Love You More （Music Clip）
5. Go On （Music Clip）
6. HOT SHOT （Music Clip）
7. GENERATIONS from EXILE TRIBE Document Movie